# Бивер (Пенсильвания)
Бивер (англ. Beaver) — боро в штате Пенсильвания (США). Административный центр округа Бивер. В 2010 году в боро проживал 4531 человек.

## Географическое положение и транспорт

Боро Бивер на карте округа

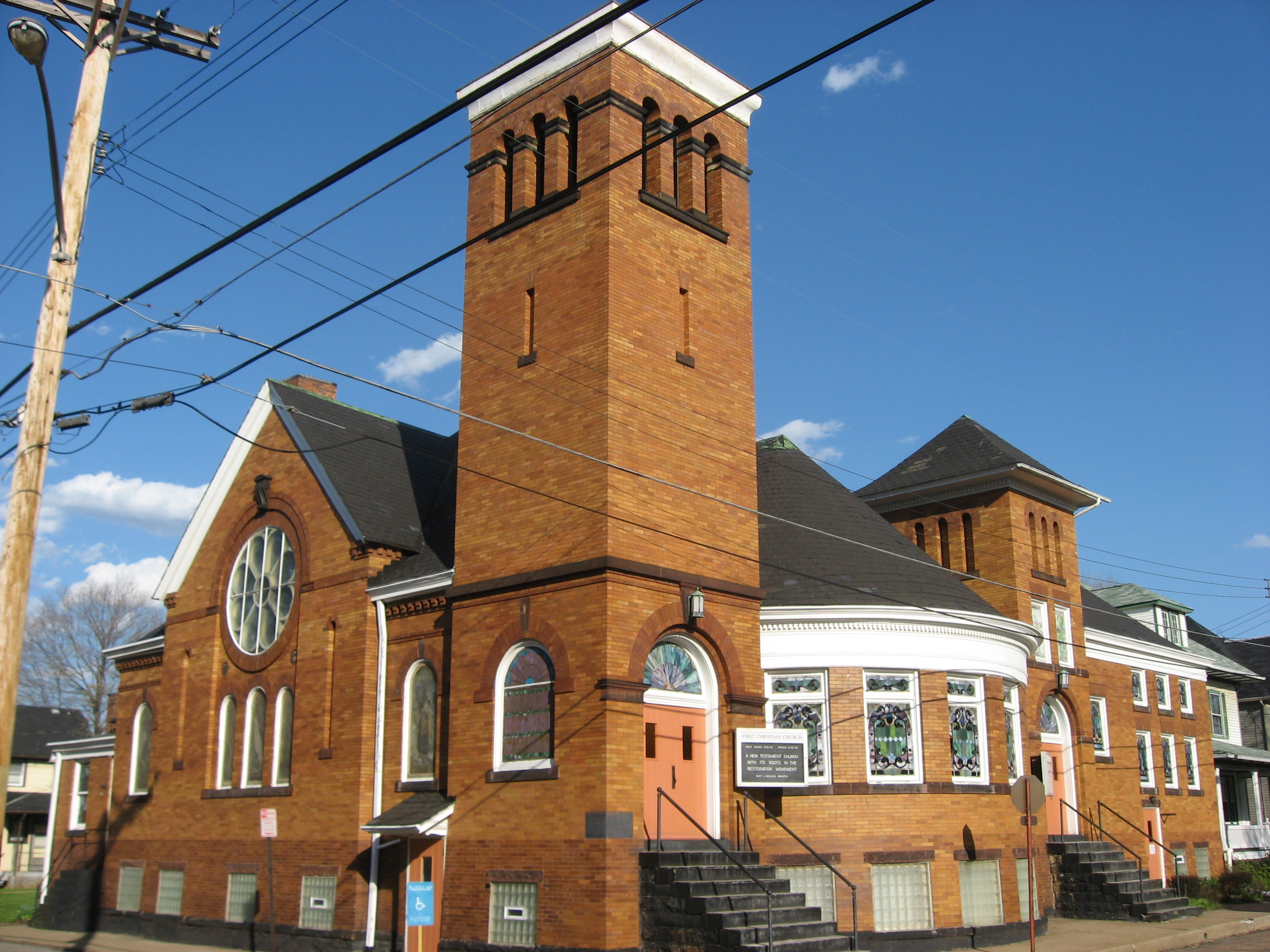
Первый костёл Бивера

Боро расположено в центре округа Бивер на слиянии рек Бивер и Огайо примерно в 48 км к северо-западу от Питтсбурга. По данным Бюро переписи населения США Бивер имеет площадь 2,91 квадратных километра. Боро окружено тауншипами Сентер, Поттер, Ванпорт и Брайтон и боро Бриджуотер.

## История
Во время войны за независимости на месте боро находился форт Макинтош. Название боро как и округа произошло от реки Бивер. Населённый пункт был основан в 1792 году, в 1800 году стал административным центром округа. В 1802 году был инкорпорирован. В 1879 году была проведена железная дорога.
Практически все здания города входят в Национальный реестр исторических мест США.

## Население
| Год переписи | Нас. |  | %±     |
| ------------ | ---- |  | ------ |
| 1820         | 361  |  | —      |
| 1830         | 914  |  | 153,2% |
| 1840         | 551  |  | −39,7% |
| 1850         | 2054 |  | 272,8% |
| 1860         | 817  |  | −60,2% |
| 1870         | 1120 |  | 37,1%  |
| 1880         | 1178 |  | 5,2%   |
| 1890         | 1552 |  | 31,7%  |
| 1900         | 2348 |  | 51,3%  |
| 1910         | 3456 |  | 47,2%  |
| 1920         | 4135 |  | 19,6%  |
| 1930         | 5665 |  | 37%    |
| 1940         | 5641 |  | −0,4%  |
| 1950         | 6360 |  | 12,7%  |
| 1960         | 6160 |  | −3,1%  |
| 1970         | 6100 |  | −1%    |
| 1980         | 5441 |  | −10,8% |
| 1990         | 5028 |  | −7,6%  |
| 2000         | 4775 |  | −5%    |
| 2010         | 4531 |  | −5,1%  |
| 2016         | 4378 |  | −3,4%  |

По данным переписи 2010 года население Бивера составлял 4531 человек (из них 46,0 % мужчин и 54,0 % женщин), в городе было 2125 домашних хозяйств и 1207 семей. На территории города было расположено 2332 постройки со средней плотностью 801,4 построек на один квадратный километр суши. Расовый состав: белые — 95,9 %, афроамериканцы — 1,4 %, азиаты — 0,9 %, коренные американцы — 0,1 %. 1,7 % имеют латиноамериканское происхождение.
Население города по возрастному диапазону по данным переписи 2010 года распределилось следующим образом: 20,0 % — жители младше 18 лет, 2,6 % — между 18 и 21 годами, 55,9 % — от 21 до 65 лет и 21,5 % — в возрасте 65 лет и старше. Средний возраст населения — 46,4 лет. На каждые 100 женщин в Бивере приходилось 85,0 мужчин, при этом на 100 совершеннолетних женщин приходилось уже 81,3 мужчин сопоставимого возраста.
Из 2125 домашних хозяйств 56,8 % представляли собой семьи: 44,4 % совместно проживающих супружеских пар (15,6 % с детьми младше 18 лет); 9,6 % — женщины, проживающие без мужей и 2,9 % — мужчины, проживающие без жён. 43,2 % не имели семьи. В среднем домашнее хозяйство ведут 2,13 человека, а средний размер семьи — 2,85 человека. В одиночестве проживали 38,8 % населения, 17,9 % составляли одинокие пожилые люди (старше 65 лет).

## Экономика
В 2014 году из 3686 человека старше 16 лет имели работу 2205. При этом мужчины имели медианный доход в 49 637 долларов США в год против 40 583 долларов среднегодового дохода у женщин. В 2014 году медианный доход на семью оценивался в 76 895 $, на домашнее хозяйство — в 51 161 $. Доход на душу населения — 32 441 $ в год. 3,8 % от всего числа семей в Бивере и 5,1 % от всей численности населения находилось на момент переписи за чертой бедности.